# ROLLING CIRCUS REVUE KAI YOSHIHIRO TOUR 2006
『ROLLING CIRCUS REVUE KAI YOSHIHIRO TOUR 2006』（ろーりんぐ・さーかす・れびゅー・かい・よしひろ・つあー - ）は、2006年に発売された甲斐よしひろの映像作品。ファンクラブ・通信販売・ライブ会場限定で発売された。品番はDVDがKAID-8、CDがKAIC-3。

## 概要
2006年2月～3月に5カ所13公演で開催されたライブハウスツアー『ROLLING CIRCUS REVUE KAI YOSHIHIRO TOUR 2006』の模様を収録。このライブは甲斐バンド解散から20年たったのを機に、甲斐バンド時代の楽曲を当時のレコード音源と同じテイクやライブテイクと同じ譜面で演奏されるコンサートとなった。
本作はDVDのほかに、このツアーで演奏された楽曲の別テイクを収録したボーナスCDが付いた2枚組だった。
2010年にはデジタルリマスタリングで一般発売されたDVD-BOX『KAI DVD-BOXIII 36年目/The Premium 35years Past』のディスク5として初一般発売された（ボーナスCDは未収録）。

## 収録曲

### DVD（KAID-8）
1. 25時の追跡
2. 危険な道連れ
3. ランデヴー
4. 荒野をくだって
5. 悪いうわさ～ダニーボーイに耳をふさいで
6. 港からやってきた女
7. ボーイッシュ・ガール
8. BLUE LETTER
9. 射程距離
10. No.1のバラード
11. シーズン
12. ビューティフル･エネルギー
13. 氷のくちびる
14. .ポップコーンをほおばって
15. 翼あるもの
16. 漂泊者（アウトロー）
17. キラー・ストリート
18. 安奈
19. 観覧車'82
20. 嵐の季節

### ボーナスCD（KAIC-3）
1. どっちみち俺のもの
2. ランデヴー
3. からくり
4. 25時の追跡
5. No.1のバラード
6. 悪いうわさ〜ダニーボーイに耳をふさいで
7. ボーイッシュ・ガール
8. 射程距離
9. 危険な道連れ
10. 地下室のメロディー
11. 荒野をくだって